# 32 Batalion Straży Granicznej
32 Batalion Straży Granicznej – jednostka organizacyjna Straży Granicznej w II Rzeczypospolitej pełniąca służbę ochronną na granicy polsko-radzieckiej.

## Formowanie i zmiany organizacyjne
Wykonując postanowienia uchwały Rady Ministrów z 23 maja 1922 roku, Minister Spraw Wewnętrznych rozkazem z 9 listopada 1922 roku zmienił nazwę „Bataliony Celne” na „Straż Graniczną”. Wprowadził jednocześnie w formacji nową organizację wewnętrzną. 32 batalion celny przemianowany został na 32 batalion Straży Granicznej.
32 batalion Straży Granicznej funkcjonował w strukturze Komendy Powiatowej Straży Granicznej w Stołpcach, a jego dowództwo stacjonowało w Rakowie. W skład batalionu wchodziły cztery kompanie strzeleckie oraz jedna kompania karabinów maszynowych w liczbie 3 plutonów po 2 karabiny maszynowe na pluton. Dowódca batalionu posiadał uprawnienia dyscyplinarne dowódcy pułku. Cały skład osobowy batalionu obejmował etatowo 614 żołnierzy, w tym 14 oficerów.
W 1923 roku batalion przekazał swój odcinek oddziałom Policji Państwowej i został rozwiązany. 15 lipca 1923 komendant batalionu kpt. Lewandowicz zameldował: 1 lipca przekazałem odcinek granicy, a 10 lipca pozostały inwentarz.

## Służba graniczna
Sąsiednie bataliony
- 30 batalion Straży Granicznej ⇔ 12 batalion Straży Granicznej – 1 grudnia 1922[3][8]

## Komendanci batalionu
- kpt. Karol Woltenberg (IX 1922[9] – )

## Struktura organizacyjna
| Ordre de Bataille 32 batalionu Straży Granicznej w Rakowie | Ordre de Bataille 32 batalionu Straży Granicznej w Rakowie | Ordre de Bataille 32 batalionu Straży Granicznej w Rakowie | Ordre de Bataille 32 batalionu Straży Granicznej w Rakowie |
| kompanie                                                   | 1. Turkowszczyzna                                          | 2. Raków                                                   | 3. Duszków                                                 |
| ---------------------------------------------------------- | ---------------------------------------------------------- | ---------------------------------------------------------- | ---------------------------------------------------------- |
| placówki                                                   | Krynica                                                    | Zabłotkowszczyzna                                          | Pomorszczyzna                                              |
| placówki                                                   | Gaiszcze                                                   | Zagaje                                                     | Wygonicze                                                  |
| placówki                                                   | Turkowszczyzna                                             | Kuczkuny                                                   | Duszków                                                    |
| placówki                                                   | Szapowały                                                  | ul. Mińska                                                 | Chimorody                                                  |
| placówki                                                   | Dominowo                                                   | Koszarowa                                                  | Zagajno                                                    |
| placówki                                                   | Weglewszczyzna                                             |                                                            |                                                            |